# 小唐坎
小唐坎（法語：Petit-Tenquin，法語發音：[pəti tɑ̃kɛ̃]；洛林法兰克语：Klä-Tenschen）是法国摩泽尔省的一个市镇，属于福尔巴克-布莱摩泽尔区。

## 地理
小唐坎（48°59'19"N, 6°51'41"E）面积4.88 平方千米，位于法国大東部大區摩泽尔省，该省份为法国东北部内陆省份，是洛林的一部分，西南接默尔特-摩泽尔省，东临下莱茵省，北与卢森堡和德国接壤。
与小唐坎接壤的市镇（或旧市镇、城区）包括：迪方巴克莱埃利梅、格雷南、埃利梅尔、伊尔斯普里什、卡珀尔坎热、内兰。

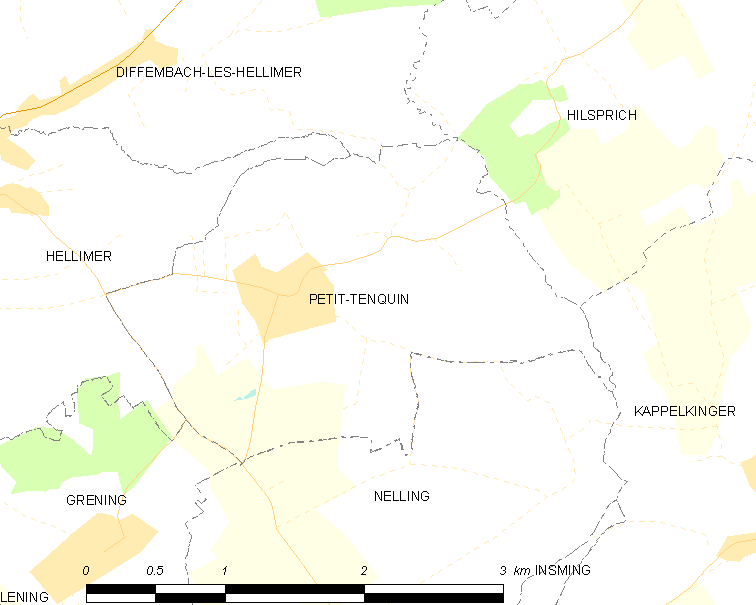
小唐坎的OSM定位图

小唐坎的时区为UTC+01:00、UTC+02:00（夏令时）。

## 行政
小唐坎的邮政编码为57660，INSEE市镇编码为57536。

## 政治
小唐坎所属的省级选区为萨拉尔布县。

## 人口

1962-2008年间小唐坎人口变化图示

小唐坎于2022年1月1日时的人口数量为216人。